# アルトネリコ 世界の終わりで詩い続ける少女
『アルトネリコ（Ar tonelico） 世界の終わりで詩い続ける少女』（アルトネリコ せかいのおわりでうたいつづけるしょうじょ）は、ガストとバンプレスト（後のバンダイナムコゲームス）が共同開発したPlayStation 2用コンピュータRPG。2006年1月26日に発売された。

## 概要
『アトリエシリーズ』を制作したガストと『サモンナイトシリーズ』の発売元であるバンプレスト（後のバンダイナムコゲームス）が初めて共同で開発したゲームであり、一連のアルトネリコシリーズの原点となる第1作。キャラクターデザインは小説『風水学園』の挿絵などを手がけたイラストレーターの凪良。主題歌は志方あきこの「謳う丘」。予約特典は登場キャラクターの設定やイラストが掲載された『アルトネリコ Official Visual Book』。
本作独自のゲームシステムとして、女性キャラのレーヴァテイル（歌唱によってこの世界の物理法則や古代のテクノロジーを操り、超常の力を行使することができる種族）が謳う詩魔法によって戦闘を行う「詩魔法戦闘システム」が導入されている。詩魔法は他の攻撃手段を越える威力を持っているものの、発動に時間がかかるため、戦闘ではレーヴァテイルを守りつつ詩魔法を有効活用する必要がある。この「ヒロインを護りながら戦う」構図は作品ごとに操作性の違いはあっても、アルトネリコシリーズを通しての共通要素として続編へと受け継がれている。
本作は凝った世界設定や魅力的な登場人物、当時インターネットで話題を集めていた歌手を起用した印象的な劇中歌などがプレイヤーから評価された。また、作中における重要な場面においてセクシャルな内容として解釈できる際どい描写があったことも、発売前の話題作りを担ったと言われている。

## 世界観

### シリーズ共通の世界観
レーヴァテイルや詩魔法、コスモスフィア、ダイブといった設定は、『アルトネリコ』シリーズ共通の設定となっており続編にも受け継がれている。

### 本作の世界観
ソル・シエール
本作の舞台となる異世界「ソル・シエール」は、巨大な一本の塔「アル・トネリコ」とそれを囲んでいる浮遊大陸「ホルスの翼」以外には何もない、神秘的な世界。浮遊大陸の下方には「死の雲海」が広がり、上空は「ブラストライン」と呼ばれるプラズマ地帯で満たされている。かつてはこの世界にも空や大地、高度な科学技術があったが、過去に起こった二度に渡る災厄により、それらは崩壊した。一度目は700年前の戦争によりアル・トネリコの「グラスノ盤」という機関の崩壊によるもので、惑星全域が死の雲海に覆われるという災害で「グラスノインフェリア」と呼ばれている。二度目は「レーヴァテイル」という種族の反乱によるもので、この時にはホルスの翼の約半分にあたる都市部全域が失われ、結果としてさらなる悲劇を防止すべく、科学技術の大半が「エレミア協定」によって封印されるという事態となった。この「閉鎖世界」ソル・シエールには現在、「エル・エレミア教会」と「天覇（てんぱ）」という二大勢力が台頭している。
シリーズ第2作以降では、ソル・シエールは「アルシエル」と呼ばれる惑星の一地方に過ぎないことが明かされているが、一般人が死の雲海を渡って他の地域へ移動する手段は確立されておらず他の地域との交流はないため、ソル・シエールの人々は自分たちの生活圏であるソル・シエールを「世界」として認識している。
アル・トネリコ
ソル・シエール世界にそびえ立つ、天まで届く程の高さを誇る巨塔。古代テクノロジーの粋が集められた建造物で、グラスノインフェリアで空と大地を失って以降、人類はアル・トネリコにすがり付くようにして生活している。
塔内部には「ウイルス」と呼ばれるモンスターが徘徊しており、そのウイルスを駆逐するため塔を訪れる者もいれば、貴重な古代文化の遺産を求めて足を運ぶ者もいる。
塔の中階層には「テル族」と呼ばれる、超常的な力を持つ種族の住む街「イム・フェーナ」があり、上層階には聖地と呼ばれる街「プラティナ」が存在する。
なお、この塔は第二作目の舞台になる「メタ･ファルス」を支える「ソル･マルタ」の導力、及びI.P.D以外のレーヴァテイルの詩魔法サーバーをも賄っており、本作の物語中盤でアル･トネリコの機能の大部分が停止した際、その影響を受け、メタファルスにおいて大規模の崩落等が起こったことが後に明らかとなっている。
エル・エレミア教会
レーヴァテイル・オリジンを神として崇め、信仰により人々を支えることを目的としている教会。元々は第二期崩壊の原因調査を行っていた団体が元となっており、伝説的な存在となっている三人のオリジンを「エレミア三謳神」と呼び、彼女らの降臨を願うことで、人々を幸福へ導こうとしている。教会では特異な力を持つレーヴァテイルを教会の聖女候補として祀り、保護している。主な活動内容は塔の探索と聖地「プラティナ」への旅。そして各地の住民を護るためのモンスターとの戦闘。代表は「ファルス司祭」。後にファルス司祭の死亡により、総司から新たに司祭に選ばれた「ラードルフ・シュナイゼン」の元、旧来の信仰中心の活動を掲げる派閥と、教団の改革を掲げる派閥が合議による運営がなされている。
天覇
「ほたる横丁」と呼ばれる地域に本社を構える巨大複合企業。ネモ地方の地主であった峰姪の興した「櫻商店」を起源とし、後にダイキリティーの開発で発展した。元々グラスメルクの祖「ガサラキ」と「レイラ」の二人を支援してグラスメルクを広めた団体ということもあって、「グラスメルク振興協議会」などのグラスメルク関連団体を構成団体に持って居る。エル・エレミア教会とは逆に、科学技術によりアル・トネリコの古代テクノロジーを引き出し、人々の暮らしを向上させることを目指している。そのため、レーヴァテイルの持つ力を利用している。現在の社長は「亜耶乃・ライザー・エルデューク」。
唄石
ソル・シエールには音を魔力に変える性質を持つ唄石（しょうせき）と呼ばれる結晶が存在していたが、これは周囲の音を無差別に吸収し、魔力として放出するという危険な石だった。そこで人類はこれを「吸収」「増幅」「放出」という3つの特性に分類させ、制御することに成功した。吸収の特性のみを持つものを「パラメノ」、放出の特性のみを持つものを「グラスノ」と言う。人類はその技術「音科学」をもって発展してきたが、やがてその力は争いを呼び世界は滅亡の危機に瀕した。その後、結晶の悪用を防ぐため、グラスノの魔力をアルトネリコ内の「シルヴァホルン」と呼ばれるインターフェースで管理する技術「グラスメルク」が誕生した。ただし、人々はシルヴァホルンの存在を知っておらず、グラスメルクは自らの手で行っているものと錯覚している。

## ストーリー
かつてソル・シエールの世界に災厄をもたらした魔神ミュール、その封印を担うはずの少女ミシャが誘拐され、アル・トネリコの塔からウイルス生命体と呼ばれるモンスターがあふれ出し始めた。塔の上層部にある都市プラティナの騎士ライナーは、塔の管理者シュレリアから、通常の攻撃が一切利かない新種のウイルス生命体に対する切り札となる特別なヒュムネクリスタルを探し出す特命を受け、塔のふもとにある浮遊大陸へと降下する。エレミア教会に所属するレーヴァテイルの少女オリカは、モンスターの攻撃を受けて墜落していくライナーの飛空挺を目撃し、怪我を負ったライナーを助ける。
プラティナの遥か下の浮遊大陸ホルスの翼ではプラティナと異なり、ミシャやオリカのような詩魔法が使える種族・レーヴァテイルたちが不自由な暮らしを強いられ、生まれつきの能力ランクで差別を受ける世界だった。ライナーは大陸で得た仲間と共に、目的のヒュムネクリスタルを探し出し、塔を登って徒歩による帰還を目指すが、その旅程で天覇とエル・エレミア教会という二つの勢力の争いや、復活したミュールの力を利用しようと目論む者たちの陰謀に巻き込まれていく。やがてライナーたちは冒険を通じて、人々に害をもたらすミュールの素性やその真意へと迫っていく。

## キャラクター

### パーティーキャラクター
ライナー・バルセルト
声 - 布施雅英（幼少期はミルノ純）
本編の主人公。18歳。アル・トネリコの上層階、プラティナ出身。正義感が強く曲がったことが嫌いな熱血漢だが、恋愛には鈍感な上に優柔不断な性格とされる。グラスメルクをすぐに習得するなど優秀な頭脳を持つが、それを活かして思慮するということが少ない。代わりに身体能力は抜きん出ており、俊敏で、剣士としての腕前も達人級である。「オボンヌ」という菓子が大好物。
行政官の長である父親により幼い頃から後継者となる為の政治教育を受けるが、それには全く興味を持たず冒険を求めてプラティナ騎士団に入団する。後に、アル・トネリコの管理者・シュレリアを守護する「エレミアの騎士」の一員となる。当初は世界を救うという大命の為に行動していたが、次第に人々の想いを受け取り己の考えを持って行動するようになり、“英雄”にふさわしい成長を遂げていく。ゲームの進め方によってはヒロイン一人を選ぶ際、確固たる意志を持って「幸せにする」と発言するなど、その点でも成長を見てとれる。ED直前を描いた小説版では三人のヒロインから積極的にアプローチされることの本意を悟っていない彼であるが、三人ともに自分が大切にする、というような心境であるようだ。優しい性格である彼はレーヴァテイルに特に人気があると言われるが、自身より他人を優先しすぎる性格である彼を心配する者も多い。
オリカ・ネストミール
声 - 宮崎羽衣、歌 - 霜月はるか
本編のヒロイン。第三世代レーヴァテイル。17歳。以前は明るい性格だったが、数年前の「スクワート村襲撃事件」により両親と死別。それによりトラウマを負い、人間不信に陥っている。その後、「エル・エレミア教会」の聖女候補となる。幼い頃、自分の味方だったレーヴァテイルの女性クレア・ブランチを慕っている。レーヴァテイルのクラスはDで、能力が低いとされており、また自分でも力は無いと思い込んでいる。ライナーとはじめ会った時は内気な印象しか与えていなかったものの、彼の優しさに触れていくうちに次第に惹かれるようになる。それに伴い徐々に本来の明るくエキセントリックな性格を取り戻していく。ミシャとはライナーを巡る良きライバル。思ったことをそのまま口に出すタイプ。また、ネーミングセンスは天才的に外れている。料理に関しても致命的に下手だが、なぜか見た目に反しておいしいものを作ってしまう奇形の料理センスの持ち主。ヒュムネコードは「MULE_TEIWAZ_ARTONELICO」。インストールポイントはうなじ。
ヒュムネコードの「MULE_TEIWAZ_ARTONELICO」は、実はミュールに対するものである。本来第三世代のヒュムネコードは塔に登録されていないのだが、オリカのスペクトラム遺伝子の形状がミュールのそれに酷似しており、その結果塔はオリカをミュールと同一のヒュムネコードで誤認識している。作中でシュレリアが、オリカの心には穴があるかもしれないと言うシーンがあるが、それはこのことを指している。
彌紗・アルトセルク・リューン（ミシャ・アルトセルク・リューン）
声 - 野川さくら、歌 - 志方あきこ
本編のヒロイン。β純血種レーヴァテイル。外見は12歳程度と幼く見えるが、とても聡明で知性に富んだインテリで、料理などの家事も得意。しかし運動神経は皆無で、極度の高所恐怖症でもある。性格は明るく、強気。プラティナ出身だが、ゆえあって現在は天覇に属している。クローンマスターはシュレリア。ヒュムネコードは「MISYA_FEHU_EOLIA_ARTONELICO」。インストールポイントは胸の上部。
実はライナーとは幼馴染みの間柄なのだが、ライナーはそれを忘れてしまっている。実年齢は18歳。ウイルス生命体の活動を封じる詩、クロニクルキー（EXEC_CHRONICLE_KEY/.）を謳うことのできる「星詠」と呼ばれる存在。プラティナからテル族の街であるイム・フェーナに移り、ミュールを封印するための祭壇、クレセントクロニクルでクロニクルキーを謳い続けてきた。しかしミュール復活をたくらむボルドによってイム・フェーナが襲撃され、その際にイム・フェーナから連れ攫われた。さらにボルドによってクロニクルキーのヒュムネクリスタルを体から分離されてしまい、「星詠」としての役割を果たせなくなってしまっている。そのためクロニクルキーを取り戻す手段を探して天覇に留まり続けている。また外見が幼いのもこの影響である。作中でクロニクルキーを取り戻すと、外見も本来の年齢相当のものに戻る。また、ストーリーが更に進むと、外見を幼いそれと年齢相当のそれのいずれかに自由に変えることができるようになる。将来の夢はライナーのお嫁さんであり、幼い頃から彼に恋心を抱きつづけてきた。彼自身をとても大切に思っているが、星詠としての役目を果たしつつ一生を終えるか、世界を見捨てて一人の女の子としてライナーと生きていくか、というジレンマが彼女を悩ませている。
シュレリア
声 - 酒井香奈子、歌 - みとせのりこ
アルトネリコの最上部「リンカーネイション」で、アルトネリコ第一塔の管理者を務めるレーヴァテイル。スリーサイズは77-58-78。全身を甲冑「リンケージ」で覆い隠している。理性派で、個人的感情に流されないよう自分を律している。第三世代、β純血種を圧倒的に凌ぐ絶大な詩魔法を使える。ヒュムネコード及び本名は「EOLIA_ANSUL_ARTONELICO」（エオリア・アンスル・アルトネリコ）。インストールポイントは腰。三人のレーヴァテイル・オリジンのうちの一人で、伝承にある「エレミア三謳神」の一柱、「エオリア」その人。塔と一心同体の存在であり、肉体は16歳の少女のまま739年の間生き続けている。
甲冑にはシュレリアを威厳ある大人の女性のように見せかけるような意匠が施されているが、覆い隠されている姿は小柄な、「可愛い」と形容されるような容姿。PHASE-3より甲冑を脱いだ姿でパーティに加わるが、それ以降は公の場では決して見せることがなかった意外な一面、例えばかなりの方向音痴でアル・トネリコ構内でたびたび迷子になる、戦闘中に転ぶなど実はドジっ娘であることや、うさぎが好きで妙なこだわりがある、といったプライベートな姿が明かされていく。またライナーとのある会話をきっかけに、甘えん坊で寂しがり屋な素の性格をのぞかせるようになり、個人的感情にやや流されやすくなる。実は以前からライナーに好意を抱いており、トークマターを進めていくと彼にベタボレであることが判る。独自のコスモスフィアを持たず、直接塔のバイナリ野と直結しているというオリジン独自の性質もあり、オリカやミシャのコスモスフィア内に無意識下のライナーへの想いが漏れだし、コスモスフィア内の登場人物として告白を行ったりしている。
後日談のフラッシュコスモスフィアでは、終わりのない世界を彷徨う永遠の16歳（自称）として登場。自分の本当の年齢を認めさせようとするジャクリ（ミュール）達の説得により、自らを「永遠のお姉さん」と認識するようになった。
クルシェ・エレンディア
声 - 南條愛乃
ほたる横丁に住むグラスメルクのエンジニアの少女。15歳。チェーンソーを武器に戦う。飛空挺やグラスノアイテムに詳しい。ボーイッシュで自分のことを「ボク」と呼び、女らしい格好は苦手。銭勘定に厳しく打算的な性格。恋人のルークがブラストラインを飛空挺で超えようとして消息を絶って以来、ブラストラインを超えてアル・トネリコの頂上まで行くことを目指し、日々ロケットの開発をしている。かつては女らしい性格と女らしい服装をしていた。
ジャック・ハミルトン
声 - 神奈延年
出身や目的などが一切不明な、流浪のガンナー。老け顔だが自称19歳。左腕が機関銃に改造されている。ライナーにとっては兄貴分のような存在だが、あきれるほどの女好き。世界各地を放浪してきたため、かなりの博識。クルシェに借金がある。
実はテル族で、掟を最優先にする一族に疑問を感じイム・フェーナを飛び出した過去を持つ。後にテル族とは和解、掟の存在にも理解を示すようになる。本名はアルモニカ・デ・パメリ。
ラードルフ・シュナイゼン
声 - 半田雅和
エル・エレミア教会の神官戦士。24歳。神官戦士の中でも最高位の「総司」の称号を持つ。心優しい騎士隊長であり、教会の方針に捕われず、人々の幸福を第一に考えている。そのため老若男女を問わず、かなりのモテモテ。天覇内に本部を構える「ラードルフファンクラブ」という組織も存在している。戦闘ではハルバードを使って戦う。物語の後半では司祭に昇格した。若干、無精ヒゲを生やしていることもあり、ラスボスのミュールには「フケ顔の槍持ったおっさん」と呼ばれることもある。
本編中における彼のエピソードは乏しいものの、公式ファンサイト内の「トウコウスフィア」などのコーナーでは人気もあり、「ラー様」などの愛称で親しまれている。
絢胤 箕嵩（あやたね みちたか）
声 - 木部祥太
エレミアの騎士の一員で、ライナーの同僚にして良き友人。温厚で楽観的な優等生で、いつも笑顔を絶やさない。料理、掃除などの家事もこなす。19歳。使用武器は双刀。
実はスパイとして送り込まれていた情報ウイルス生命体であり、400年前にミュールが出会った青年をモデルにデザインした存在。後に正体を明らかにし、ミュールの息子としてライナー一行と敵対するが、彼を唯一無二の親友であると信じて疑わないライナーの心に打たれ、母親であるミュールに反逆する。彼自身もライナーを大事な親友と思っており、彼にしか見せない表情を時折浮かべることもある。身体的特性から塔の最深部であるバイナリ野にも侵入が可能。
後に語られた設定では、彼のモデルとなった青年は『アルトネリコ3』の舞台であるソル･クラスタから渡ってきたテル族であり、ミュールを筆頭とした第一塔のβ純血種をソル・クラスタのレーヴァテイルの国家「クラスタニア」に招くこととソル・シエールの技術データを第3塔に送る目的であったことが明かされている。また『アルトネリコ2』ではミュールことジャクリのコスモスフィアにて登場するが、こちらは「心の護」としてのアヤタネであり、本作に登場した彼とは別の存在である。

### 心の護
どんすけ
声 - 神奈延年
オリカのコスモスフィアに現れる「心の護」。自分のことをオリカを守るナイトだと思っており、ライナーを最初追い払おうとする。
実はオリカが幼い頃、クレアにもらったトラのぬいぐるみが心の護になったもの。命名はもちろんオリカ。
波摩（ハマ）
声 - 宮崎羽衣
ミシャのコスモスフィアにいる「心の護」。猫耳を生やした割烹着の少女の姿をしている。毒舌家。
ミシャが幼い頃、ライナーからもらった「海風のオカリナ」が心の護となったもの。オカリナを作ったのがライナーであるため、ハマはライナーのことを父親と思っている。

### テル族
リルラ・ロス・レーテル
声 - ミルノ純
ソル・シエールに存在する、人間と似て非なる種族「テル族」の住む地「イム・フェーナ」に暮らす子供。13歳。
「ジェミナ」と呼ばれる流派の術を使い、アルトネリコ内を瞬間移動で自由に行き来でき、グラスノ結晶を集める仕事を生業としていることもあって、グラスノブローカーのスピカとは旧知の仲で自分が集めたグラスノ結晶を彼女に卸したりしている。
尚、プレイヤーがグラスノ結晶を渡すと、その価値と探索場所の難易度に応じて代わりにアイテムを探してきてくれる。
ジャックに熱烈な好意を寄せており、彼を自分のものにするのが夢で、前記のグラスノ収集もジャックとの結婚資金とするための貯蓄が目的らしい。
フラウト・ロス・ロリア
声 - 木部祥太
イム・フェーナの町を治めるテル族の長。外見は22歳。「エレミアの誓約書」を遵守する。タスティエーラのことを尊敬している。
元はジャックことアルモニカとは親友の間柄であったが、イムフェーナにたびたび侵攻する人間達の技術の発展に対抗すべく、古代技術の解放による対抗を主張するジャックの意見を完全否定したことから対立状態となってジャックの出奔を促してしまう。その後、ゲーム本編での問題を乗り越えたことで態度を軟化させ、ジャックとも和解している。なお、テル族の慣習により帽子とフードで素顔を隠しているが、それを取るとかなりの美形でもある。
タスティエーラ・デ・ルゥ
声 - 南條愛乃
テル族の女性。物静かで、様々なことに精通している生き字引のような存在で、シュレリアとは親友の間柄。フラウト達テル族からは畏敬を込めて「オババ様」と呼ばれているが、本人は気に入らないらしい。
外見は16歳程度だが、実年齢は約400歳。正体はミュールを封印する神器「クレセントクロニクル」に封入されたテル族の巫女の魂であり、実体を持たない映像のような存在であった。長期間ミュールを封印し続けたことで魔力が尽きつつあり、最終ボス戦後ライナー達に世界の命運を託して消滅した。なお、物語の終盤で彼女と戦い、倒すことも可能。その場合は最終ボスと連戦になり、エンディングも異なる。通称『オババ様エンド』と呼ばれているこのエンディングは、バッドエンドとは異なるものと位置付けられているものの、ミュールが主人公らと和解できないまま討たれるなど、続編『アルトネリコ2』には繋がらない内容となっている。
アルカという流派の念願成就という技を持ち、かつてはこれでミュールと互角以上に渡り合った。ソル・シエール中にある『聖女と勇者の像』の勇者のモデルでもある。

### サブキャラクター
レアード・バルセルト
声 - 銀河万丈
ライナーの父親。58歳。プラティナの現総帥にして人望の篤い行政官。幼い頃からライナーに政治を教え込んできたが、本人はそれに反発し期待に応えることはなかったため、親子の仲はこじれてしまっている。しかし、その愛情は失っておらず、シナリオの最後では息子のことに対する思いを聞くことができる。
クレア・ブランチ
声 - 塩山由佳、歌 - 石橋優子
空港都市ネモにて酒場を営む女主人。20歳。元は天覇所属の高い能力を持つクラスBのレーヴァテイルだが、庶民のために謳うことを信条としており、現在は教会にも天覇にも所属していない。ライナーたちの頼れるお姉さん的存在。
スピカ・ニール
声 - ミルノ純
ほたる横丁の中心地「ほたる一番街」で、飴を売って暮らしている女性。25歳。表向きはごく普通の世間知らずな娘だが、その正体は裏情報やグラスノ結晶を高額で売買するブローカー。ミシャと仲がいい。

### その他
亜耶乃・ライザー・エルデューク（あやの・ライザー・エルデューク）
声 - 塩山由佳
複合企業・天覇の女社長。36歳。豪快で破天荒な性格だが、大食いという変わった一面も持つ。人望は篤く、交流や交渉は得意だが書類や経理は苦手である。そのため、部下の管理は甘い。若い頃は冒険者であったが、先代社長だった父親が死去した際、後を継いだ。
ボルド・レード
声 - 河相智哉
複合企業・天覇の実質的No.2の地位にある男。33歳。武闘派かつ野心派であり、ライナーとは正反対にレーヴァテイルを人間にとっての道具のようにしか思っていない。逞しい肉体を持ち、遺跡探索にも秀でている。“荒ぶる稲妻”の異名を持ち、戦闘においても高い実力を誇る。
遺跡探索の際にレーヴァテイル・コントロール計画を知った彼はファルス司祭ことカイエル・クランシーと密かに手を組みミュールを復活させようと目論む。その際計画の邪魔となる星詠ミシャ抹殺を目論むがその力を惜しんで彼女を誘拐、その際スクワート村襲撃事件を引き起こしオリカの両親を殺害しジャックの片腕を奪った。ライナーの前に立ちはだかっては何度も戦いを繰り返し、シルヴァプレートではミシャを味方につけるも彼女の裏切りで死んだかと思われたが辛うじて生き延びる。だが最終的にはクレセントクロニクルにて主人公達にリベンジ戦を挑むも敗北し死亡した。
ファルス司祭
声 - 加勢田進
エル・エレミア教会の司祭を務める老人。72歳。現在の教会組織の指導者で、聖人と謳われている。テル族のことを快く思っていない。
実はプラティナ出身で、レアードの親友だった。世界をよりよい方向へ導くべく、失われた塔の技術について研究を重ねていたが、ミュールの持つ強大な力を知り、その復活を目論んだためにプラティナを追放された。ミュールの力を利用しようとするも、逆にウイルス生命体に変異させられてしまい、主人公達に倒される。本名はカイエル・クランシー。
メイメイ
声 - 野川さくら
ブラストラインの上にある天文台で働くメイドロボ。外見は17歳。塔の中枢区画にあるセキュリティーサービスの認証を主に担当している。いつもは寝てばかりで、起きている時も眠たそうな顔つきをしており、隙あらば眠ってしまうほど。プラズマベルにカナデという妹がいる。ちなみに昔はもう一人の妹マイがいたが、ミュールの乱の折に、プラズマベル右舷の破壊と共に消失している。
ガルツベルン・ルク・ラルド
ブラストラインの竜の巣に住む竜族。非常に長寿であり、大戦時代に造られたアイテムを多く所有している。基本的には人間嫌いだが、強い人間に対してはアイテムを売ってくれる。また、かつてはブラストラインに棲む竜・スレイプニルと対立し、領地を争ったこともあった。
ミュール
声 - 宮崎羽衣、歌 - みとせのりこ
塔に寄生するウイルス生命体。塔にウィルスを送り込んでくる。
その正体は、第二期最後期に生み出されたレーヴァテイルの一人であり、最高の能力を持つβ純血種。ヒュムネコードおよび本名は「MULE_TEIWAZ_ARTONELICO（ミュール・テイワズ・アルトネリコ）」であるが、本人曰くセカンドネームは偽名であり正しくは「MULE_FEHU_EOLIA_ARTONELICO」となっていて、この場合のセカンドネームの「FEHU_EOLIA」には「エオリアに従属する」という意味があるとのこと。偽名は本名へのリダイレクトであり、実際はどちらのヒュムネコードも有効らしい。
条件次第ではシュレリアをも凌ぐ能力を発揮することも可能である。人間への反抗を防ぐため、自我を持たない状態で生み出されたが、コスモスフィアの成長に伴って自我に目覚める。悲惨な人体実験の果てにシルヴァホルンの中に幽閉され、無気力に求められるままに詩を紡いでいたが、ただ一人の友達であったオリジナルの「アヤタネ」の死を切っ掛けに「効率良く詩魔法を生み出す道具」として扱われている状況を自覚して、人間を憎悪するようになった。そして、レーヴァテイルだけの理想郷「レーヴァテリア」の創造を掲げ、多くのレーヴァテイルと共に人間達に対して反乱を起こす。その際にはシュレリアとタスティエーラによってクレセントクロニクルに封印されるが、その後もウイルス生命体となって活動を続け、塔にウイルスを送り込んでいた。
本作の最終ボス。彼女の末路はプレイヤーの選択によって変化するが、ドラマCD及び本作の続編『アルトネリコ2』では、最終決戦の後ソル・シエールを離れ、『アルトネリコ2』の舞台であるメタ・ファルスとへ旅に出たこととなっている。『アルトネリコ2』ではジャクリと名乗っており、ヒロインの1人でもある。
余談だが、ドラマCDや公式ファンサイトでは、引きこもりでオタク趣味、常に全裸でいることがポリシーという奇妙なキャラ付けがされている。これは、本編で長い間封印されていたことや、演出によりグラフィックが全て裸のものであったことなどから生まれた設定であり、続編にも受け継がれている。

### アニメの登場人物
フェイマ
声 - 宇都宮奈央、歌 - 石橋優子
アニメ版初登場のキャラクターで、総司就任以前のラードルフのパートナーで、オリカの師でもあるレーヴァテイル。能力ランクはA。ゲームでもラードルフやオリカのセリフの中のみで登場していた。
アニメ版ではゲームと異なり、ラードルフが総司にまだ就任していないのか、共にモンスターと戦い、ヒュムノスを謳う姿が描かれた。
また、ゲーム最終ボス戦後からエンディングまでを描いた小説版にも登場しており、そちらでは神官である許嫁との結婚を控えるも、ラードルフの秘書的立場で登場している。また『アルトネリコ3』の後日談を描いたドラマCD『side咲〜After story〜』にも、ライナー、ラードルフと共に再登場している。

### ドラマCDの登場人物
ドラマCDは二種類存在し、通常の四枚が本編のサイドストーリーで、ヒュムノスミュージカルが過去編となっている。

#### ドラマCD
サヤ
ゲーム本編でオリカが自分を卑下して自らパーティーを離脱した際に知り合った少女。
天覇に所属するレーヴァテイルである姉に会うために、オリカとほたる横町に旅立つ。
後に姉の縁もあってSIDE EXTRAにおいてオリカと再会する。
マヤ
ゲーム本編冒頭で天覇兵士のパートナーに虐待されラードルフに救われたレーヴァテイル。前述のサヤの姉でもある。
ゲーム本編でボルドに人質に取られたオリカを救うため天覇に囚われの身となった彌紗が天覇を脱走しようとした際、後述のユオと共に知り合った少女で、共に脱走を目指したことで彌紗と友人となる。
誰かのためになりたいと天覇に入社するも理想と現実の違いに悩み、ささやかながら自分だけでもと、身を削って人々に尽くしていた。
先に述べたゲーム本編でのエピソードの結果、ラードルフに片思いのあげく『アロエの鉢植えにラードルフと名付けて話しかける』『実家の自分の部屋をトレーディングカードで埋め尽くす』『ラードルフファンクラブへの入会』等の行動に走った。
ユオ
前述のマヤの親友にして、ゲーム本編でライナーと彌紗が天覇から共に脱出した際に警備兵が語る「コスモスフィアでパートナーにドジョウすくいをさせたレーヴァテイル」。
かなり破天荒な性格をしており、『手の甲にあるインストールポイントに延命剤を突き立てて壁を一撃して一人でインストール』『怪我を理由に医務室に住み着いて治ってからも仮病でサボリ続けて天覇をマヤと共に解雇』などの奇行や「ひきこもり？」などの発言で、終始彌紗やミュールを仰け反らせていた。
その一方で友人思いで義理堅く、マヤが無理しすぎた際は身を挺して庇ったりもしている。
鳩が怖いらしい。

#### ヒュムノスミュージカル
イリヤ
スピカの知人の少年。クルシェと思われる友人の作った人間が詩魔法を使うための道具カリヨンオルガニートをスピカにもたらした。
病の父を救う薬を作るべく、スピカと共に謳う丘へと旅立った。
仮面楽団『エウフロシュネ』
『ディアン』『ローザー』『ラフィール』『アイギル』の四人の月奏でもある吟遊詩人から成る仮面の楽団。
スピカやクレアの事件に巻き込まれて、結果ディアンはミディールと相打ちの形で消滅した。
又、ディアンはクレアが『詩魔法ではない人を傷つけるのではない歌』という信念を見いだした切っ掛けとなった人物でもあり、ゲーム本編完結後のヒュムノスミュージカルのエピローグ部分で、再会して恋仲となったと思しきシーンが存在している。
クルーアッハ
ボルドの配下。ミディールの起動の為にクレアを偽りの任務で動かして月奏達を集め、その命をミディールに吸収させていた。
ミディール
ゲーム本編の最終ボスであるミュールと同型のレーヴァテイルであり、強大な力を有している。
その誕生の経緯もあって人間や生に絶望しており、命を吸い取った月奏達の知識や想いを受け継ぐ形で『滅びの詩』で我が身と引き替えに世界を滅ぼそうとするも、ディアンの詩で浄化されて消滅した。

### FLASHコスモスフィアの登場人物
コネコ
ごく普通の人間の少女を自認する、フラッシュコスモスフィアの主人公。
彼氏がおり、その彼氏と喧嘩してたまたまエレミア教会に祈りに来た際に知り合ったオリカにダイブしたのが切っ掛けで、たまたまオリカの中に居合わせたミュールとの間に因縁が出来た結果、残る2人「ミシャ」と「シュレリア」にもダイブする羽目となった。
特筆すべきはその精神力で、「知り合いのレーヴァテイルにダイブしてその日の間にLV1〜LV6に到達する」「コスモスフィア内でとはいえ、最強のレーヴァテイルであるミュールの詩魔法を掻き消す」などの破天荒な活躍を繰り広げる。

## ゲームシステム

### マップ
フィールドマップは2DCG、ワールドマップは3DCGで描かれている。ゲーム中でワールドマップのみ例外的に3DCGを用いているのは、巨大な塔を中心とした世界の高低差を立体的に見せることを意図したものである。一度立ち寄ったフィールドマップ名はワールドマップ上に表示されるようになり、以降は自由に行き来できるようになる。
フィールドマップ上では移動、ジャンプのほか、「緑魔法」と呼ばれる詩魔法の弾丸を打ち出すことができ、これによって壁を破壊したりフィールド上の仕掛けを起動させたりすることができる。
敵との戦闘はフィールドマップ上でのみ発生する。フィールドマップにおける敵との遭遇はランダムエンカウント方式が採られているが、画面に表示されるエンカウントバーの色を確認することでエンカウントを事前に察知することができる。エンカウントバーは戦闘を繰り返すたびに短くなっていき、バーが消滅するとそのフィールドから出るまでの間、エンカウントが発生しなくなる。

### 戦闘
敵との戦闘では、ライナーのような戦士系のキャラクター3人までが前衛に、オリカやミシャのようなレーヴァテイル1人が後衛に配置される。前衛および敵キャラクターの行動順はアイコンの並びで示され、素早いキャラクターほど手番が回ってくるまでの時間が短くなる。前衛キャラクターの行動は、手番が回ってきた際にメニューから選択し、即時に実行される。後衛キャラクターはボタンによって任意のタイミングで呼び出すことができ、敵味方の手番に割り込んで詩魔法の詠唱開始・発動ないし中断を行う。
詩魔法は後衛のみが使用することができ、詠唱終了と同時に敵に攻撃を行う「赤魔法」と、詠唱中味方に対する効果が持続する「青魔法」の二種類に大別される。いずれも長く詠唱を続けるほど効果が増し、同時により多くのMPを消費するという点は共通である。
戦闘では役割を異にする前衛と後衛が協調して戦うことが特に重要視されている。以下にそのシステムを挙げる。
アンビエンスフィールド
前衛の戦士が敵を通常攻撃することによって、敵の詩魔法に対する耐性を大幅に下げる。攻撃目標として敵を選択する際に、どの程度効果を与えているかが表示される。設定上は、前衛が奮戦する姿に心を動かされたレーヴァテイルが頑張るという状況を再現したシステム。
ハーモニクス
仲間同士の絆（シンクロ率）を表現するシステム。後衛のレーヴァテイルが詩魔法を詠唱している間に前衛が敵をスキルで攻撃することによってパーティ全体で共有される「ハーモニクスゲージ」が溜まり、ゲージが溜まることでハーモニクスレベルと呼ばれる数値が上昇する。ハーモニクスレベルが上昇することで、敵を倒した時に得られるアイテムの種類が増えるほか、後衛の詩魔法の詠唱速度が上昇する、前衛の通常攻撃とスキルが強化される、といった様々な恩恵を受ける。これら恩恵によって、ハーモニクスゲージは更に上昇し易くなっていく。
ハーモニクスゲージはバーの左端と右端から中央に向かって伸びていくデザインになっており、左右それぞれが前衛、後衛のゲージに対する貢献量を示す。ハーモニクスレベルの上限値は後衛が詩魔法を発動させることによって上昇していくが、どの程度上昇するかはアンビエンスフィールドのレベルにも左右される。
レーヴァテイルを護る
前衛は、自分の手番で「護る」コマンドを選択することによって、後衛を狙った敵の攻撃を肩代わりすることができ、防御に成功した場合はハーモニクスレベルを消費してカウンター攻撃を繰り出すことができる。逆に後衛がダメージを受けてしまうと、詠唱中だった詩魔法は中断されてしまい、最悪、後衛が戦闘不能になってしまうことで、これまで溜めたハーモニクスは全て失われてしまう。敵の攻撃の種類によっては前衛メンバーが複数、もしくは全員が防御に参加しなければならない場合もある。
前衛全員が防御に参加しなければならない攻撃を防ぎ切り、さらに前衛全員をカウンター攻撃に参加させた場合、最後の攻撃はカットインなどの特別な演出を伴う必殺攻撃に変化する。カウンター攻撃を行ったキャラクターは次の行動順序で優遇を受ける。

### ダイブ
レーヴァテイルの精神世界「コスモスフィア」に潜り込むこと。コスモスフィア内での冒険はアドベンチャーゲーム形式で進行する。ダイブを行うためには、戦闘により「ダイブポイント」を入手し、世界各地にある「ダイブ屋」を訪れる必要がある。レーヴァテイルは様々な心の悩みを抱えており、コスモスフィア内でその解決に成功すると、さらに深い心理階層に向かうことができる。この現象を「パラダイムシフト」と言う。パラダイムシフトを起こすと、レーヴァテイルは新たな詩魔法やコスチュームを得ることができる。レーヴァテイルのコスチュームには、「天使」「巫女」「忍者」など様々なものがあり、それらは戦闘で反映される。なお、物語終盤で仲間になるシュレリアに関しては最初から変更可能の甲冑リンケージとそれを外したスタンダード以外は変更不可能。ただし、コスモスフィア内ではいくつかのコスチュームを見ることができる。

### グラスノ
魔力を放出する結晶「グラスノ」には、様々な用途がある。
パワード
グラスノを武器や防具類に付加することを「パワード」と呼ぶ。性能を向上させたり、属性ダメージやステータス異常の効果を付与したりすることができる。武器によって付与できるグラスノの数やレベルは異なる。
インストール
レーヴァテイルの肉体にグラスノを直接取り込ませることで詩魔法を強化・カスタマイズすることを「インストール」と呼ぶ。インストールはレーヴァテイルにとって身体に負担をかける行為であるため、インストールによって強化した詩魔法のハーモニクスゲージは強化前に比べ上昇率が低下する。しかし詩魔法自体の攻撃力がかなり上昇したり、相手にステータス異常を起こさせたりといったカスタマイズも可能なため、その重要度は高い。
グラスメルク
冒険に必要となる多種多様な武器や道具類を、規定のアイテムとグラスノを消費して主人公自身が作り出すこと。『アトリエシリーズ』における錬金術と類似したシステム。ただし、元になる材料と出来上がる物体は全く噛み合わないことが多い。グラスメルクを行った時、隊列の中にいるレーヴァテイルがアイテムに対するコメントを寄せ、アイテムによっては自分特有の名前を命名することもある。
アイテムの品質は調合に使用したグラスノ結晶の種類によって変化し、再結晶化の際に影響する。
再結晶化
アイテムを分解してグラスノを生成することを「再結晶化」と呼ぶ。得られるグラスノは分解するアイテムの種類と品質によって変化する。基本的には合成に用いたグラスノ結晶とは異なる結晶が得られるため、新たなグラスノ結晶を得るための重要な手段となる。

### その他の特徴的なシステム
トレーディングカード（アルトレカ）
ソル・シエールには「アイテム」「キャラクター」「モンスター」「秘密情報」という4種類のカードが存在し、それらを入手することで様々な情報を得ることができる。トレーディングと銘打っているが交換はできない。ショップで購入する場合、入手できるカードはランダムであるが、後半のカードほど高額になるためコンプリートには大量の所持金が必要になる。

## 主題歌・挿入歌
ゲーム内にはレーヴァテイルの詩う「ヒュムノス」として、オープニングテーマである『謳う丘』を含め全部で12曲のテーマソングが登場する。各レーヴァテイルの「ヒュムノス」は、キャラクターを演じる声優とは異なる歌手がボーカルを担当している。

### 主題歌
オープニングテーマ「謳う丘 -Harmonics EOLIA-」
作詞/作曲/編曲 - 土屋暁 / 歌 - 志方あきこ

### 挿入歌
そよかぜのうた
作詞 - 工藤順子 / 作曲/編曲 - 稲垣貴繁 / 歌 - 石橋優子
作中でクレアが歌う。
York of love.（ヨーク・オブ・ラブ）
作詞 - 青木香苗 / 作曲/編曲 - 阿知波大輔 / 歌 - 石橋優子
作中でクレアが歌う。
つがう命の声
作詞/作曲/編曲 - 中河健 / 歌 - 志方あきこ
塔内部で流れる曲。ボーカル曲だがこの曲のみ挿入歌ではなくBGMとして位置づけられている。

### ソング・オブ・ヒュムノス
EXEC_PAJA/.#Orica extracting（エグゼク・パージャ）
作詞 - 工藤順子 / 作曲/編曲 - 稲垣貴繁 / 歌 - 霜月はるか
作中ではオリカが謳う。物語冒頭で主人公が探索を命じられるヒュムノス。
ミュールが放ったウイルス“ELMA-DS”を排除するためのヒュムノスのオリカ版。詩魔法を強制的に停止し、バイナリ野との往来を封じる効果がある。
EXEC_PAJA/.#Misya extracting（エグゼク・パージャ）
作詞 - Leonn・志方あきこ / 作曲/編曲/ 歌 - 志方あきこ
作中ではミシャが謳う。物語冒頭で主人公が探索を命じられるヒュムノス。
ミュールが放ったウイルス“ELMA-DS”を排除するヒュムノスのミシャ版。効果はオリカ版と同じだが、歌詞もメロディも異なる楽曲となっている。いずれの曲が流れるかはプレイヤーの選択によって異なる。
EXEC_LINCA/.（エグゼク・リンカ）
作詞 - 日山尚 / 作曲/霜月はるか / 編曲 - 中河健 / 歌 - 霜月はるか
作中ではオリカが謳う。塔とレーヴァテイルを直接結線させる。信心深いオリカに対しては、ティリア神を降臨させるための詩であるという虚偽の説明がされたが、その実態はオリカの身体を生贄としてミュールを憑依させるための詩である。ファルス司祭に強要される形で謳わされ、ライナーらは詩を中断させるために戦うことになる。
EXEC_CHRONICLE_KEY/.（エグゼク・クロニクルキー）
作詞 - 篠田朋子・土屋暁・志方あきこ / 作曲/編曲/歌 - 志方あきこ
作中ではミシャが謳う。ミュールを封印するためのヒュムノス。効果を維持するには謳い続けなければならず、このヒュムノスを謳い続ける「星詠」の役目を背負った者は、その一生の大半をこの詩に捧げなければならない。本編のほか、ミシャのコスモスフィアでも重要な意味を持つ。
EXEC_SUSPEND/.（エグゼク・サスペンド）
作詞 - 工藤順子 / 作曲/編曲 - 稲垣貴繁 / 歌 - みとせのりこ
作中ではシュレリアが謳う。塔の機能を一時的に停止させる。シュレリアはこの詩を、ミュールとの戦いを相討ちに持ち込む目的で自らを犠牲に使用した。この犠牲をプレイヤーが受け入れる選択をした場合、続編『アルトネリコ2』には繋がらない形のエンディングとなる。
EXEC_RE=NATION/.（エクゼク・リ・ネイション）
作詞 - 日山尚 / 作曲 - 霜月はるか / 編曲 - 中河健 / 歌 - 霜月はるか
作中ではオリカが謳う。塔を再起動させる。“EXEC_SUSPEND/.”を謳ったことで眠りについたシュレリアを復活させるために用いられた。
EXEC_HARMONIUS/.（エグゼク・ハーモニウス）
作詞 - 土屋暁・志方あきこ / 作曲/編曲/歌 - 志方あきこ
作中ではミシャが謳う。かつてミュールが紡いだ、人間への愛が込められたヒュムノスという設定で、謳い手であるミシャの感情が加わって詩の変化（ヒュムノフュージョン）を起こしている。最終ボス戦で流れる。
変化を起こす前の詩は謳われないが、ミシャからはその詩を「繊細で純粋」と評されている。またヒュムノス語歌詞の中で『アルトネリコ2』に登場する「メタファリカ」に言及する個所があるが、これは元の詩が、かつてミュールが憧れを抱いていたメタ・ファルスの世界を思い描く内容であることに由来している。『アルトネリコ2』でも言及される。
EXEC_RIG=VEDA/.（エグゼク・リグヴェーダ）
作詞/作曲/編曲 - 中河健 / 歌 - みとせのりこ
作中ではミュールが謳う。人間との和解を果たした際、即興で紡いだ。
EXEC_PHANTASMAGORIA/.（エグゼク・ファンタスマゴリア）
作詞 - 工藤順子 / 作曲/編曲 - 土屋暁 / 歌 - みとせのりこ・志方あきこ・霜月はるか
エンディングテーマ。作中では塔に住まう人々の平和を願う想いを塔へ伝えるためのヒュムノスソングとして、シュレリア・ミシャ・オリカの3人によって謳われた。

## アニメ
OVAシリーズ作品としてトランス・アーツにより制作され、2006年3月22日にコロムビアミュージックエンタテインメントより第1巻『アルトネリコ 世界の終わりで詩い続ける少女』（COBC-4500）が発売された。本作には劇中の為に書き下ろされた楽曲が収録されたマキシシングルがついている。

### スタッフ（アニメ）
- 企画・構成 - 株式会社ガスト
- 原作 - BANPRESTO、株式会社ガスト
- 監督 - 安藤健
- シナリオ - 井草薫
- キャラクターデザイン・作画監督 - 志田ただし
- 色彩設定 - 坂井憲興、水野愛子
- 美術監督 - 小磯龍
- 撮影監督 - 大山佳久
- CG監督 - 江田恵一
- 編集 - 濱宇津妙子（プロダクションIG）
- 録音監督 - 稲垣貴繁
- ラインプロデューサー - 小原辰也、坂井憲興、吉野広教
- 製作プロデューサー - 土屋暁
- エグゼクティブプロデューサー - 井上忠信
- 制作協力 - 株式会社ポイント・ピクチャーズ、有限会社スタジオロン
- 制作 - 株式会社トランス・アーツ
- 製作 - BANPRESTO、株式会社ガスト

## 漫画版

### Ar tonelico -arpeggio-
漫画版『Ar tonelico -arpeggio-』は、株式会社マッグガーデン刊行の月刊漫画雑誌「月刊コミックブレイド」2005年11月号から、ゲーム版の発売に先駆けて連載開始された。arpeggio（アルペジオ、アルペッジョ）はイタリア語に由来するクラシック音楽用語で、「ハープを弾くように急速・連続的に奏でられた和音」の意。描き手は同誌においてデビューを果たし、本作が初の連載作となる新人漫画家のあやめぐむ。ゲーム版第1作（『アルトネリコ 世界の終わりで詩い続ける少女』）と同じくソル・シエールを舞台とした物語であるが、漫画独自のオリジナルストーリーが展開され、主要登場人物も漫画版独自のキャラクターとなっている。単行本は全3巻。

#### 漫画版のあらすじ
ほたる横丁に暮らす人間の若者・エスパーダは亡き父の友人・カウロンからある日、レーヴァテイルを冒す謎の病が流行していると聞かされる。だが、レーヴァテイルを嫌う彼はそんなことには興味を示さない。しかしその直後、カウロンの働く研究所で突如レーヴァテイル達が凶暴化し、人々を襲い始めた。何とかそれを阻止しようと苦闘しているエスパーダの前に、一人の不思議な少女が現れる。彼女の名はソネット。一族に起こった異変を鎮めるべく聖地プラティナからやってきた、レーヴァテイルだった。

#### 漫画版の登場人物
エスパーダ・リード
漫画版の主人公。何でも屋として生計を立てており、剣術の腕は一級。以前は活発だったが、父親をレーヴァテイルに殺されたことにより笑顔を失ってしまった。ライナーとは逆に無愛想で、見ず知らずの者には警戒心を抱く。エスパーダはスペイン語で「剣」を意味する。
ソネット
レーヴァテイルの精神を冒す病「レベリス病」の蔓延を食い止める方法を探すべく、上層階から降りてきたレーヴァテイルの少女。真面目で責任感が強く、レーヴァテイルであることに誇りを持っている。詩魔法の力は強大。
アダジオ・ロー・ウィーティス
血気盛んなテル族の少年。わんぱくで人懐っこく、自分のことを「オイラ」と呼ぶ。一人前になるためには、己の護（もり）となる小妖精を探し出さねばならないという一族の掟のため、旅をしている。火や風など、自然力を操る魔法攻撃を得意とする。
マスティクス・カンタータ
幼い頃、両親を亡くしたソネットを引き取って育て上げた音科学技術者の青年。世界を救うために必要な「ヒュムネクリスタル」を手に入れるため、ソネットを下層階へと向かわせた。
シュヴェールト・リード
エスパーダの父。息子をはじめ、周囲から慕われる人望の篤い戦士だったが、ある日突如として暴走したレーヴァテイル達に殺された。
スタンザ
シュヴェールトをパートナーとしていたレーヴァテイルの女性。エスパーダとも仲が良かったが、シュヴェールトと同じく他のレーヴァテイルの手にかかり、命を落とした。
カウロン・ユグラール
生前のシュヴェールトの友人だった男性。エスパーダの良き相談相手。ほたる横丁にてグラスノの研究に携わる。
アンダンテ
テル族の女性。理知的で落ち着いた雰囲気を持ち、アダジオにとっての姉のような存在。一族の掟に忠実で、人間との過剰な接触を避ける。

## FLASHコスモスフィア
アルトネリコの公式ファンページである「アルポータル-アルトネリコ総合情報ファンサイト-」内のFlashゲーム。『オリカ編』『ミシャ編』『シュレリア編』の3部構成でそれぞれが前後編に分かれており、後編は前編クリア後に表示されるパスワードを入力しなければ開始できない。
アドベンチャーゲーム形式の進行でゲーム本編のコスモスフィア部分を模した内容となっており、ゲーム本編のサイドストーリーにもなっている。プレイヤーは主人公の人間の少女「コネコ」としてアルトネリコの3人のヒロインにそれぞれダイブするという内容。本作とその続編『アルトネリコ2』との間を繋ぐエピソードなど、ゲーム本編では描写されなかったキャラクターの心境の変化なども描かれている。

## 関連商品
- サウンドトラック
  - アルトネリコ 世界の終わりで詩い続ける少女 オリジナルサウンドトラック
- ボーカルCD
  - 月奏～ツキカナデ -Ar tonelico Hymmnos concert Side 紅-
  - 星詠～ホシヨミ -Ar tonelico Hymmnos concert Side 蒼-
  - RAKA（志方あきこの2NDアルバム）　主題歌「謳う丘」のフルアレンジバージョンを収録。
  - ヒュムノス ミュージカル ボーカルベスト ～クレア&スピカ～
- ドラマCD
  - 第1巻 side.オリカ
  - 第2巻 side.彌紗
  - 第3巻 side.シュレリア
  - 第4巻 side.Extra
  - ヒュムノスミュージカル クレア～そよかぜの約束～
  - ヒュムノスミュージカル スピカ～心が紡ぐ贈りもの～
- ノベライズ - ソフトバンククリエイティブ・GA文庫刊。
  - アルトネリコ 世界の終わりで詩い続ける少女（田中桂）

このほか、『アルトネリコ3』のドラマCD『side咲-After story-』にも、本作の登場人物であるライナー、ラードルフ、フェイマの三人が登場している。